# フィリップ・カウフマン
フィリップ・カウフマン（Philip Kaufman、1936年10月23日 - ）は、アメリカ合衆国の映画監督、脚本家である。

## 略歴
1936年10月23日、イリノイ州シカゴに生まれる。シカゴ大学とハーバード・ロー・スクールで学んだ。1960年代前半にはヨーロッパに居住し、教鞭を執る傍ら、著作家を志していた。
1964年、映画監督デビュー作品の『Goldstein』がカンヌ国際映画祭の「批評家週間」部門にて上映される。1976年の『アウトロー』では脚本を手がけた。1978年、監督作品の『SF/ボディ・スナッチャー』で商業的な成功を収める。1981年の『レイダース/失われたアーク《聖櫃》』では原案を手がけている。
2004年、アシュレイ・ジャッド主演のスリラー映画『ツイステッド』を監督する。

## フィルモグラフィー

### 映画
- Goldstein（1964年） - 監督・脚本・製作
- スーパーヒーロー Mr.フランク Fearless Frank（1967年） - 監督・脚本・製作
- ミネソタ大強盗団 The Great Northfield Minnesota Raid（1972年） - 監督・脚本
- The White Dawn（1974年） - 監督
- アウトロー The Outlaw Josey Wales（1976年） - 脚本
- SF/ボディ・スナッチャー Invasion of the Body Snatchers（1978年） - 監督
- ワンダラーズ The Wanderers（1979年） - 監督・脚本
- レイダース/失われたアーク《聖櫃》 Raiders of the Lost Ark（1981年） - 原案
- ライトスタッフ The Right Stuff（1983年） - 監督・脚本
- 存在の耐えられない軽さ The Unbearable Lightness of Being（1988年） - 監督・脚本
- ヘンリー&ジューン/私が愛した男と女 Henry & June（1990年） - 監督・脚本
- ライジング・サン Rising Sun（1993年） - 監督・脚本
- クイルズ Quills（2000年） - 監督
- ツイステッド Twisted（2004年） - 監督

### テレビ映画
- 私が愛したヘミングウェイ Hemingway & Gellhorn（2012年） - 監督

## 受賞
- 1989年 - 第23回全米映画批評家協会賞 - 監督賞（『存在の耐えられない軽さ』）[8]
- 1989年 - 第42回英国アカデミー賞 - 脚色賞（『存在の耐えられない軽さ』）[9]

## 関連文献
- Insdorf, Annette (2012). Philip Kaufman. Contemporary Film Directors. University of Illinois Press